# 科学史 (1508年)
科学史上的1508年发生了众多事件，本条目撷取其中部分罗列如下：

## 航海

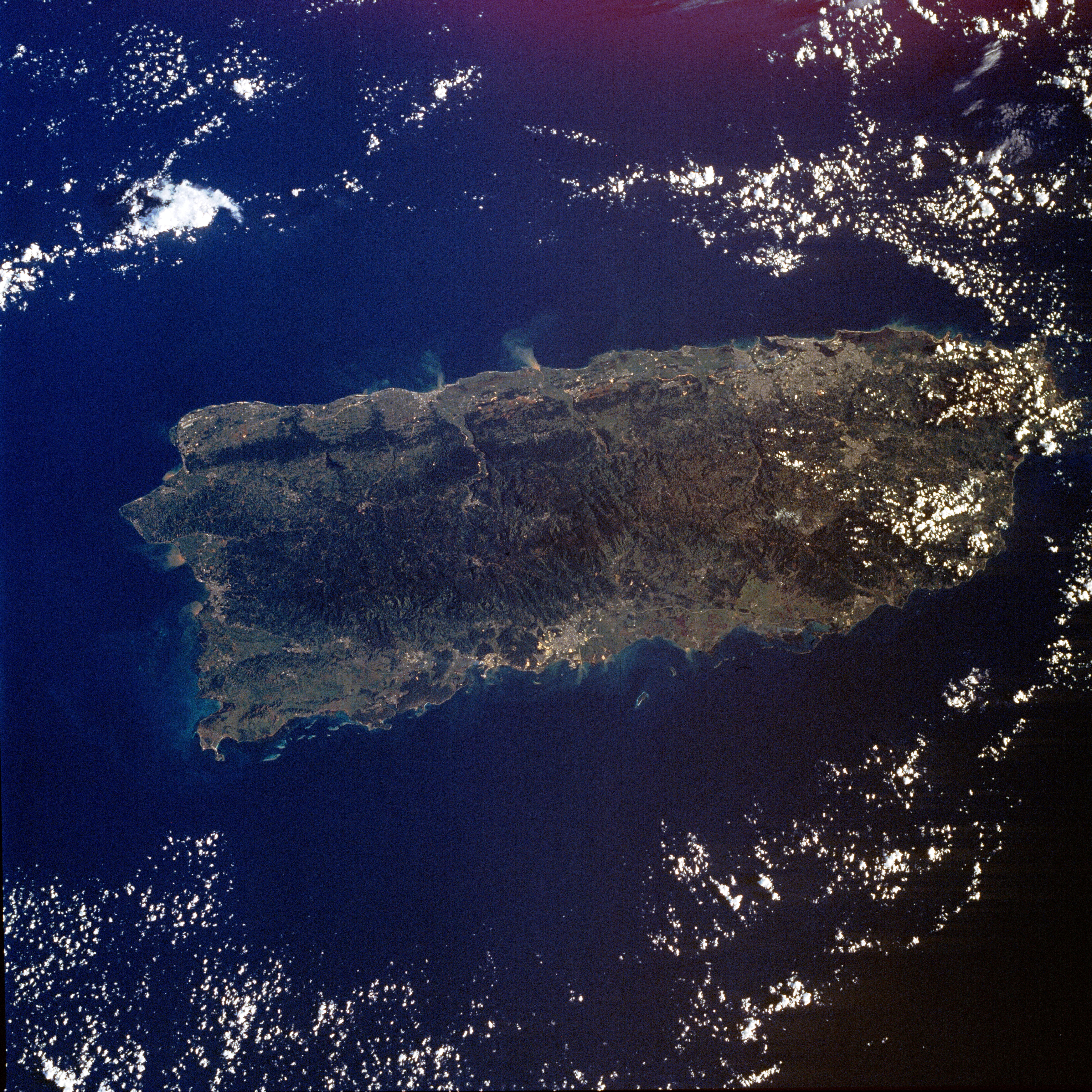
太空中鸟瞰波多黎各

- 西班牙探险家胡安·庞塞·德·莱昂抵达位于加勒比海的波多黎各

## 诞生
- 12月9日，海马·弗里西斯，荷兰数学家及制图师（1555年卒）
- 方谷，中国明代浙江钱塘县医家[1]（卒年不详）
- （大致时间）威廉·特纳（William Turner），英格兰博物学家（1568年卒）

## 逝世
- 3月，洛伦佐·德·阿尔梅达（Lourenço de Almeida），葡萄牙航海家
- 8月27日，希罗尼穆斯·闵采尔（Hieronymus Münzer），德国地理学家及医生，曾完成了一次著名的伊比利亚半岛壮游（1437年或1447年生）